# Meteorium fuscoviride
Meteorium fuscoviride là một loài Rêu trong họ Meteoriaceae. Loài này được (Hampe) Mitt. miêu tả khoa học đầu tiên năm 1869.